# 3000 metros con obstáculos

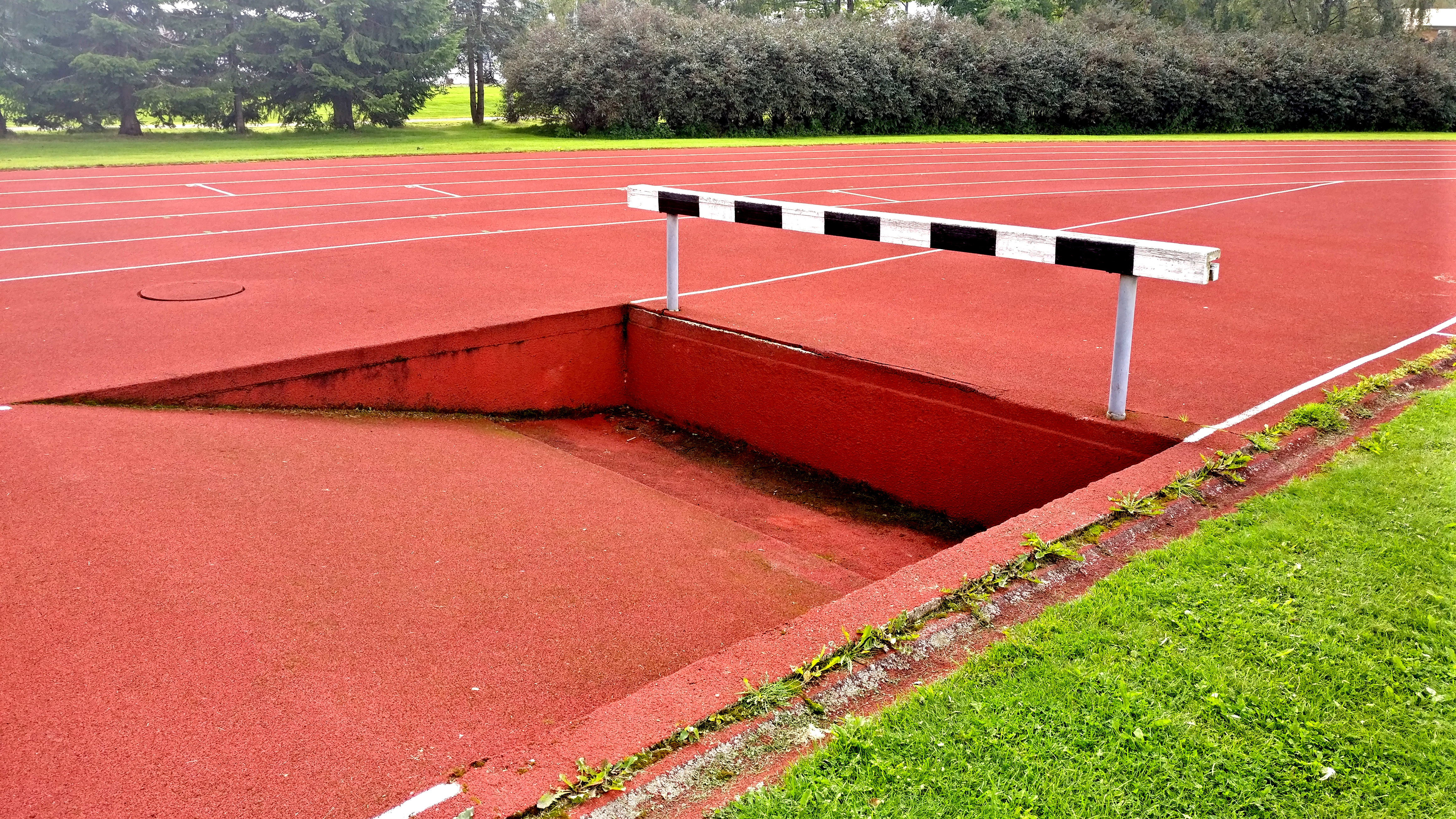
foso de agua de la prueba.

Los 3000 metros con obstáculos son una carrera con obstáculos de media distancia que forma parte del programa de atletismo en los Juegos Olímpicos. Debutó en su modalidad masculina en los Juegos Olímpicos de Amberes 1920, mientras que en su modalidad femenina, en los Juegos Olímpicos de Pekín 2008.

## Formato de carrera
Para la distancia de 3000 metros, existen 28 saltos  de vallas y 7 saltos de fosa, hay 5 saltos por vuelta después del primer paso de la línea de llegada, siendo el franqueo de la fosa. Los obstáculos estarán distribuidos de forma regular, de modo que la distancia entre ellos será aproximadamente la quinta parte de la longitud normal de una vuelta.
La altura de las vallas será de 0,914 m para hombres y 0,762 m para mujeres; la barra superior irá pintada con franjas en blanco y negro o colores que contrasten. La fosa debe estar llena de agua hasta el nivel de la pista.
El foso consiste en un obstáculo similar a los anteriores, seguido de una excavación de 3,66 metros de longitud y profundidad en declive, siendo la máxima de 700 mm. Este obstáculo especial da cierta ventaja a los competidores con habilidades para correr carreras de velocidad con vallas, pues lo más recomendado a los competidores es librar a mayor distancia el foso.
A diferencia de los obstáculos usados en las competencias de velocidad con vallas, los de esta competencia no caen si son golpeados; incluso algunos competidores se apoyan sobre el obstáculo para poder saltarlo.

medidas del obstáculo.

## Récords
- actualizado a agosto de 2024, según la Asociación Internacional de Federaciones de Atletismo (IAAF).

|                   |         | Marca   | Atleta                  | País    | Lugar          | Fecha      |
| ----------------- | ------- | ------- | ----------------------- | ------- | -------------- | ---------- |
| Mundial (WR)      | Hombres | 7:52.11 | Lamecha Girma           | Etiopía | París          | 09-06-2023 |
| Mundial (WR)      | Mujeres | 8:44.32 | Beatrice Chepkoech      | Kenia   | Mónaco         | 20-07-2018 |
| Olímpico (OR)     | Hombres | 8:03.28 | Conseslus Kipruto       | Kenia   | Río de Janeiro | 17-08-2016 |
| Olímpico (OR)     | Mujeres | 8:52.76 | Winfred Yavi            | Baréin  | París          | 06-08-2024 |
| Sudamericano (SA) | Hombres | 8:14.41 | Wander Moura            | Brasil  | Mar del Plata  | 22-03-1995 |
| Sudamericano (SA) | Mujeres | 9:24.38 | Tatiane Raquel Da Silva | Brasil  | Watford        | 11-06-2022 |

## Evolución del récord mundial
- Registros reconocidos por la IAAF.

### Masculino

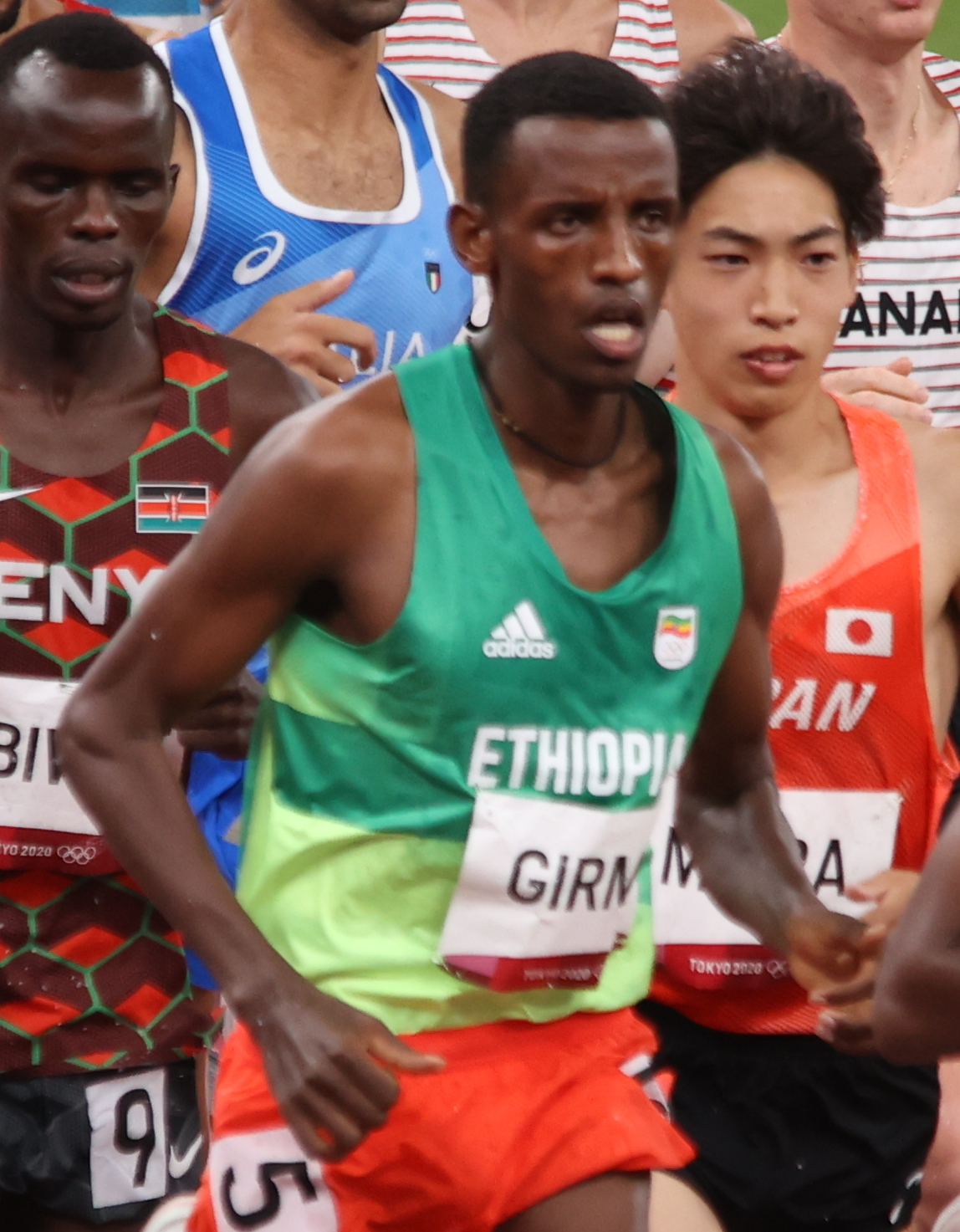
Lamecha Girma actual poseedor del récord mundial.

| Cronometraje manual      |                       |           |                         |
| 8 min 49 s 6             | Sándor Rozsnyói       | Berna     | 28/08/1954              |
| 8 min 47 s 8             | Pentti Karvonen       | Helsinki  | 01/07/1955              |
| 8 min 45 s 4             | Pentti Karvonen       | Oslo      | 15/07/1955              |
| 8 min 45 s 4             | Vasiliy Vlasenko      | Moscú     | 18/08/1955              |
| 8 min 41 s 2             | Jerzy Chromik         | Brno      | 31/08/1955              |
| 8 min 40 s 2             | Jerzy Chromik         | Budapest  | 11/09/1955              |
| 8 min 39 s 8             | Semyon Rzhishchin     | Moscú     | 14/08/1956              |
| 8 min 35 s 6             | Sándor Rozsnyói       | Budapest  | 16/09/1956              |
| 8 min 35 s 5             | Semyon Rzhishchin     | Tallin    | 21/07/1958              |
| 8 min 32 s 0             | Jerzy Chromik         | Varsovia  | 02/08/1958              |
| 8 min 31 s 4             | Zdzisław Krzyszkowiak | Tula      | 26/06/1960              |
| 8 min 31 s 2             | Grigoriy Taran        | Kiev      | 28/05/1961              |
| 8 min 30 s 4             | Zdzisław Krzyszkowiak | Wałcz     | 26/06/1961              |
| 8 min 29 s 6             | Gaston Roelants       | Lovaina   | 07/09/1963              |
| 8 min 26 s 4             | Gaston Roelants       | Bruselas  | 07/08/1965              |
| 8 min 24 s 2             | Jouko Kuha            | Estocolmo | 17/07/1968              |
| 8 min 22 s 2             | Vladimir Dudin        | Kiev      | 19/08/1969              |
| 8 min 22 s 0             | Kerry O'Brien         | Berlín    | 04/07/1970              |
| 8 min 20 s 8             | Anders Gärderud       | Helsinki  | 14/09/1972              |
| 8 min 19 s 8             | Ben Jipcho            | Helsinki  | 19/06/1973              |
| 8 min 14 s 0             | Ben Jipcho            | Helsinki  | 27/06/1973              |
| 8 min 10 s 4             | Anders Gärderud       | Oslo      | 25/06/1975              |
| 8 min 09 s 8             | Anders Gärderud       | Estocolmo | 01/07/1975              |
| 8 min 08 s 2             | Anders Gärderud       | Montreal  | 28/07/1976              |
| 8 min 05 s 4             | Henry Rono            | Oslo      | 13/05/1978              |
| Cronometraje electrónico |                       |           |                         |
| 8 min 05 s 35            | Peter Koech           | Estocolmo | 3 de julio de 1989      |
| 8 min 02 s 08            | Moses Kiptanui        | Zúrich    | 19 de agosto de 1992    |
| 7 min 59 s 18            | Moses Kiptanui        | Zúrich    | 16 de agosto de 1995    |
| 7 min 59 s 08            | Wilson Boit Kipketer  | Zúrich    | 13 de agosto de 1997    |
| 7 min 55 s 72            | Bernard Barmasai      | Colonia   | 24 de agosto de 1997    |
| 7 min 55 s 28            | Brahim Boulami        | Bruselas  | 24 de agosto de 2001    |
| 7 min 53 s 63            | Saif Saaeed Shaheen   | Bruselas  | 3 de septiembre de 2004 |
| 7 min 52 s 11            | Lamecha Girma         | París     | 9 de junio de 2023      |

### Femenino

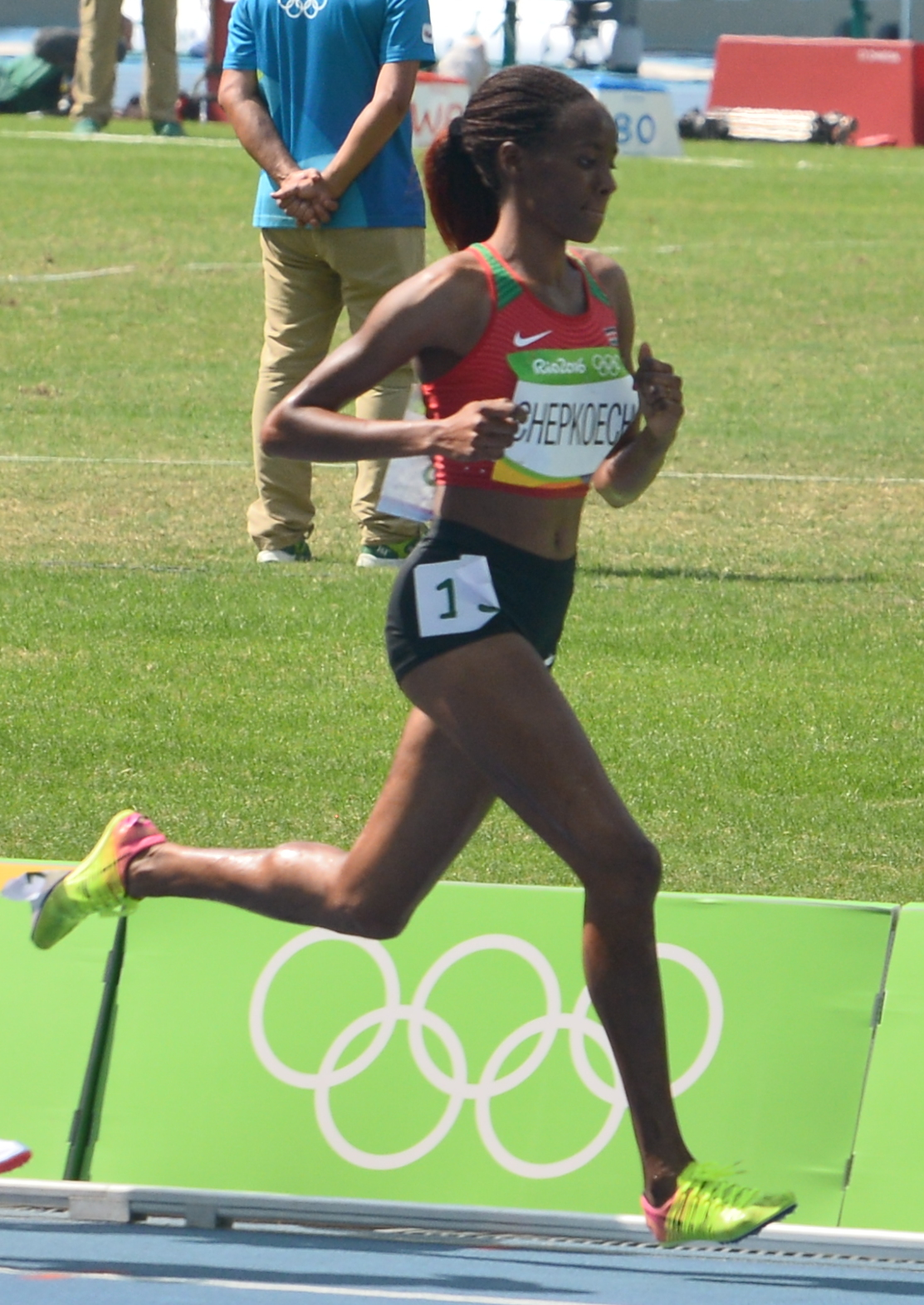
Beatrice Chepkoech, actual plusmarquista mundial.

| Tiempo   | Atleta                   | Lugar               | Fecha                |
| -------- | ------------------------ | ------------------- | -------------------- |
| 10:34.5  | Sara Heeb                | Walnut (California) | 1996-04-20           |
| 10:30.2  | Grace Padilla            | Los Ángeles         | 1996-05-17           |
| 10:23.47 | Courtney Meldrum         | Atlanta             | 1996-06-23           |
| 10:19.6  | Karen Harvey             | Walnut (California) | 1998-04-18           |
| 9:55.28  | Daniela Petrescu         | Bucarest            | 1998-06-21           |
| 9:48.88  | Yelena Motalova          | Tula (Rusia)        | 1999-07-31           |
| 9:43.64  | Cristina Casandra        | Bucarest            | 2000-08-07           |
| 9:40.20  | Cristina Casandra        | Reims               | 2000-08-30           |
| 9:25.31  | Justyna Bąk              | Niza                | 2001-07-09           |
| 9:22.29  | Justyna Bąk              | Milán               | 2002-06-05           |
| 9:21.72  | Alesya Turova            | Ostrava             | 2002-06-12           |
| 9:16.51  | Alesya Turova            | Gdańsk              | 2002-07-27           |
| 9:08.33  | Gulnara Samitova         | Tula (Rusia)        | 10 de agosto de 2003 |
| 9:01.59  | Gulnara Samitova         | Iraklion            | 4 de agosto de 2004  |
| 8:58.81  | Gulnara Samitova-Galkina | Beijing             | 17 de agosto de 2008 |
| 8:52.78  | Ruth Jebet               | París               | 27 de agosto de 2016 |
| 8:44.32  | Beatrice Chepkoech       | Mónaco              | 20 de julio de 2018  |

## Atletas con mejores marcas mundiales

### Masculino
- Actualizado a octubre de 2019[4]

| Pos | Tiempo  | Atleta                      | Lugar       | Fecha                   |
| --- | ------- | --------------------------- | ----------- | ----------------------- |
| 1   | 7:53.63 | Saif Saaeed Shaheen         | Bruselas    | 3 de septiembre de 2004 |
| 2   | 7:53.64 | Brimin Kiprop Kipruto       | Fontvieille | 22 de julio de 2011     |
| 3   | 7:54.31 | Paul Kipsiele Koech         | Roma        | 31 de mayo de 2012      |
| 4   | 7:55.28 | Brahim Boulami              | Bruselas    | 24 de agosto de 2001    |
| 5   | 7:55.72 | Bernard Barmasai            | Köln        | 24 de agosto de 1997    |
| 6   | 7:55.76 | Ezekiel Kemboi              | Mónaco      | 22 de julio de 2011     |
| 7   | 7:56.16 | Moses Kiptanui              | Colonia     | 24 de agosto de 1997    |
| 8   | 7:56.81 | Richard Kipkemboi Mateelong | Doha        | 11 de mayo de 2012      |
| 9   | 7:57.29 | Reuben Kosgei               | Bruselas    | 24 de agosto de 2001    |
| 10  | 7:58.15 | Soufiane El Bakkali         | Mónaco      | 20 de julio de 2018     |
| 11  | 7:58.28 | Soufiane El Bakkali         | Rabat       | 5 de junio de 2022      |
| 12  | 7:58.41 | Jairus Kipchoge Birech      | Bruselas    | 5 de septiembre de 2014 |
| 13  | 7:58.68 | Lamecha Girma               | Ostrava     | 31 de mayo de 2022      |
| 14  | 7:59.08 | Wilson Boit Kipketer        | Zürich      | 13 de agosto de 1997    |
| 15  | 8:00.09 | Mahiedine Mekhissi Benabbad | París       | 6 de julio de 2013      |
| 16  | 8:00.12 | Conseslus Kipruto           | Birmingham  | 5 de junio de 2016      |
| 17  | 8:00.45 | Evan Jager                  | Saint-Denis | 4 de julio de 2015      |
| 18  | 8:01.18 | Bouabdellah Tahri           | Berlín      | 18 de agosto de 2009    |
| 19  | 8:01.36 | Lamecha Girma               | Doha        | 4 de octubre de 2019    |
| 20  | 8:01.67 | Abel Mutai                  | Roma        | 31 de mayo de 2012      |
| 21  | 8:01.69 | Kipkirui Misoi              | Bruselas    | 24 de agosto de 2001    |

### Femenino
- Actualizado a octubre de 2019

| Pos | Tiempo  | Atleta                      | Lugar       | Fecha                    |
| --- | ------- | --------------------------- | ----------- | ------------------------ |
| 1   | 8:44.32 | Beatrice Chepkoech          | Mónaco      | 20 de julio de 2018      |
| 2   | 8:52.78 | Ruth Jebet                  | Saint-Denis | 27 de agosto de 2016     |
| 3   | 8:58.78 | Celliphine Chepteek Chespol | Eugene      | 26 de mayo de 2017       |
| 4   | 8:58.81 | Gulnara Samitova-Galkina    | Beijing     | 17 de agosto de 2008     |
| 5   | 8:59.62 | Norah Jeruto                | Bruselas    | 31 de agosto de 2018     |
| 6   | 9:00.01 | Hyvin Kiyeng Jepkemoi       | Eugene      | 28 de mayo de 2016       |
| 7   | 9:00.85 | Courtney Frerichs           | Mónaco      | 20 de julio de 2018      |
| 8   | 9:02.35 | Emma Coburn                 | Doha        | 30 de septiembre de 2019 |
| 9   | 9:03.30 | Gesa-Felicitas Krause       | Doha        | 30 de septiembre de 2019 |
| 10  | 9:05.36 | Habiba Ghribi               | Bruselas    | 11 de septiembre de 2015 |
| 11  | 9:05.68 | Winfred Mutile Yavi         | Doha        | 30 de septiembre de 2019 |
| 12  | 9:06.57 | Yekaterina Volkova          | Osaka       | 27 de agosto de 2007     |
| 13  | 9:06.66 | Daisy Jepkemei              | Zürich      | 29 de agosto de 2019     |
| 14  | 9:07.06 | Sofia Assefa                | Hengelo     | 11 de junio de 2017      |
| 15  | 9:07.14 | Milcah Chemos Cheywa        | Oslo        | 7 de junio de 2012       |
| 16  | 9:07.41 | Eunice Jepkorir Kertich     | Beijing     | 17 de agosto de 2008     |
| 17  | 9:07.94 | Peruth Chemutai             | Mónaco      | 20 de julio de 2018      |
| 18  | 9:08.23 | Roseline Chepngetich        | Mónaco      | 20 de julio de 2018      |
| 19  | 9:08.39 | Yuliya Zaripova             | Berlín      | 17 de agosto de 2009     |
| 20  | 9:09.19 | Tatyana Petrova Arkhipova   | Osaka       | 27 de agosto de 2007     |
| 21  | 9:09.39 | Marta Domínguez             | Barcelona   | 25 de julio de 2009      |

## Campeones olímpicos
- Para detalles ver Anexo:Medallistas olímpicos en atletismo (3000 metros obstáculos masculinos).

### Masculino
| Edición             | Oro                                          | Plata                                 | Bronce                                |
| ------------------- | -------------------------------------------- | ------------------------------------- | ------------------------------------- |
| Amberes 1920        | Percy Hodge (10:00,4) · Reino Unido          | Patrick Flynn · Estados Unidos        | Ernesto Ambrosini · Italia            |
| París 1924          | Ville Ritola (9:33,6) · Finlandia            | Elias Katz · Finlandia                | Paul Bontemps · Francia               |
| Ámsterdam 1928      | Toivo Loukola (9:21,8) · Finlandia           | Paavo Nurmi · Finlandia               | Ove Andersen · Finlandia              |
| Los Ángeles 1932    | Volmari Iso-Hollo (10:33,4) · Finlandia      | Thomas Evenson · Reino Unido          | Joe McCluskey · Estados Unidos        |
| Berlín 1936         | Volmari Iso-Hollo (9:03,8) · Finlandia       | Kaarlo Tuominen · Finlandia           | Alfred Dompert · Alemania             |
| Londres 1948        | Tore Sjöstrand (9:04,6) · Suecia             | Erik Elmsäter · Suecia                | Göte Hagström · Suecia                |
| Helsinki 1952       | Horace Ashenfelter (8:45,4) · Estados Unidos | Vladimir Kazantsev · Unión Soviética  | John Disley · Reino Unido             |
| Melbourne 1956      | Chris Brasher (8:41,2) · Reino Unido         | Sándor Rozsnyói · Hungría             | Ernst Larsen · Noruega                |
| Roma 1960           | Zdzisław Krzyszkowiak (8:34,2) · Polonia     | Nikolay Sokolov · Unión Soviética     | Semyon Rzhishchin · Unión Soviética   |
| Tokio 1964          | Gaston Roelants (8:30,8) · Bélgica           | Maurice Herriott · Reino Unido        | Ivan Belyayev · Unión Soviética       |
| México 1968         | Amos Biwott (8:51,02) · Kenia                | Benjamin Kogo · Kenia                 | George Young · Estados Unidos         |
| Múnich 1972         | Kipchoge Keino (8:23,64) · Kenia             | Ben Jipcho · Kenia                    | Tapio Kantanen · Finlandia            |
| Montreal 1976       | Anders Gärderud (8:08,02) · Suecia           | Bronisław Malinowski · Polonia        | Frank Baumgartl · Alemania Oriental   |
| Moscú 1980          | Bronisław Malinowski (8:09,70) · Polonia     | Filbert Bayi · Tanzania               | Eshetu Tura · Etiopía                 |
| Los Ángeles 1984    | Julius Korir (8:11,80) · Kenia               | Joseph Mahmoud · Francia              | Brian Diemer · Estados Unidos         |
| Seúl 1988           | Julius Kariuki (8:05,51) · Kenia             | Peter Koech · Kenia                   | Mark Rowland · Reino Unido            |
| Barcelona 1992      | Matthew Birir (8:08,84) · Kenia              | Patrick Sang · Kenia                  | William Mutwol · Kenia                |
| Atlanta 1996        | Joseph Keter (8:07,12) · Kenia               | Moses Kiptanui · Kenia                | Alessandro Lambruschini · Italia      |
| Sídney 2000         | Reuben Kosgei (8:21,43) · Kenia              | Wilson Boit Kipketer · Kenia          | Ali Ezzine · Marruecos                |
| Atenas 2004         | Ezekiel Kemboi (8:05,81) · Kenia             | Brimin Kipruto · Kenia                | Paul Kipsiele Koech · Kenia           |
| Beijing 2008        | Brimin Kipruto (8:10,34) · Kenia             | Mahiedine Mekhissi-Benabbad · Francia | Richard Mateelong · Kenia             |
| Londres 2012        | Ezekiel Kemboi (8:18,56) · Kenia             | Mahiedine Mekhissi-Benabbad · Francia | Abel Mutai · Kenia                    |
| Río de Janeiro 2016 | Conseslus Kipruto (8:03,28 RO) · Kenia       | Evan Jager · Estados Unidos           | Mahiedine Mekhissi-Benabbad · Francia |
| Tokio 2020          | Soufiane El Bakkali (8:08,90) · Marruecos    | Lamecha Girma · Etiopía               | Benjamin Kigen · Kenia                |
| París 2024          | Soufiane El Bakkali (8:06,05) · Marruecos    | Kenneth Rooks · Estados Unidos        | Abraham Kibiwot · Kenia               |

- RO denota récord olímpico.

### Femenino
| Edición             | Oro                                        | Plata                              | Bronce                       |
| ------------------- | ------------------------------------------ | ---------------------------------- | ---------------------------- |
| Pekín 2008          | Gulnará Samítova-Gálkina (8:58,51) · Rusia | Eunice Jepkorir · Kenia            | Ekaterina Volkova · Rusia    |
| Londres 2012        | Yulia Zarípova (9:06,72) · Rusia           | Habiba Ghribi · Túnez              | Sofia Assefa · Etiopía       |
| Río de Janeiro 2016 | Ruth Jebet (8:59,75) · Baréin              | Hyvin Jepkemoi · Kenia             | Emma Coburn · Estados Unidos |
| Tokio 2020          | Peruth Chemutai (9:01,45) · Uganda         | Courtney Frerichs · Estados Unidos | Hyvin Kiyeng · Kenia         |
| París 2024          | Winfred Yavi (8:52,76 RO) · Baréin         | Peruth Chemutai · Uganda           | Faith Cherotich · Kenia      |

### Pruebas olímpicas descontinuadas
| Edición       | Distancia | Oro                              | Plata                          | Bronce                         |
| ------------- | --------- | -------------------------------- | ------------------------------ | ------------------------------ |
| París 1900    | 2500 m    | George Orton · Canadá            | Sidney Robinson · Reino Unido  | Jean Chastanié · Francia       |
| París 1900    | 4000 m    | John Rimmer · Reino Unido        | Charles Bennett · Reino Unido  | Sidney Robinson · Reino Unido  |
| San Luis 1904 | 2590 m    | James Lightbody · Estados Unidos | John Daly · Reino Unido        | Arthur Newton · Estados Unidos |
| Londres 1908  | 3200 m    | Arthur Russell · Reino Unido     | Archie Robertson · Reino Unido | John Eisele · Estados Unidos   |

## Campeones mundiales
- Ganadores en el Campeonato Mundial de Atletismo.

### Masculino
| Edición         | Oro                  | Plata                | Bronce                      |
| --------------- | -------------------- | -------------------- | --------------------------- |
| Helsinki 1983   | Patriz Ilg           | Bogusław Mamiński    | Colin Reitz                 |
| Roma 1987       | Francesco Panetta    | Hagen Melzer         | William Van Dijck           |
| Tokio 1991      | Moses Kiptanui       | Patrick Sang         | Azzedine Brahmi             |
| Stuttgart 1993  | Moses Kiptanui       | Patrick Sang         | Alessandro Lambruschini     |
| Gotemburgo 1995 | Moses Kiptanui       | Christopher Koskei   | Saad Shaddad Al-Asmari      |
| Atenas 1997     | Wilson Boit Kipketer | Moses Kiptanui       | Bernard Barmasai            |
| Sevilla 1999    | Christopher Koskei   | Wilson Boit Kipketer | Ali Ezzine                  |
| Edmonton 2001   | Reuben Kosgei        | Ali Ezzine           | Bernard Barmasai            |
| París 2003      | Saif Saaeed Shaheen  | Ezekiel Kemboi       | Eliseo Martín               |
| Helsinki 2005   | Saif Saaeed Shaheen  | Ezekiel Kemboi       | Brimin Kipruto              |
| Osaka 2007      | Brimin Kipruto       | Ezekiel Kemboi       | Richard Mateelong           |
| Berlín 2009     | Ezekiel Kemboi       | Richard Mateelong    | Bouabdellah Tahri           |
| Daegu 2011      | Ezekiel Kemboi       | Brimin Kipruto       | Mahiedine Mekhissi-Benabbad |
| Moscú 2013      | Ezekiel Kemboi       | Conseslus Kipruto    | Mahiedine Mekhissi-Benabbad |
| Pekín 2015      | Ezekiel Kemboi       | Conseslus Kipruto    | Brimin Kiprop Kipruto       |
| Londres 2017    | Conseslus Kipruto    | Soufiane El Bakkali  | Evan Jager                  |
| Doha 2019       | Conseslus Kipruto    | Lamecha Girma        | Soufiane El Bakkali         |
| Oregón 2022     | Soufiane El Bakkali  | Lamecha Girma        | Conseslus Kipruto           |
| Budapest 2023   | Soufiane El Bakkali  | Lamecha Girma        | Abraham Kibiwot             |

### Femenino
| Edición       | Oro                   | Plata                | Bronce                |
| ------------- | --------------------- | -------------------- | --------------------- |
| Helsinki 2005 | Dorcus Inzikuru       | Yekaterina Volkova   | Jeruto Kiptum         |
| Osaka 2007    | Yekaterina Volkova    | Tatyana Petrova      | Eunice Jepkorir       |
| Berlín 2009   | Marta Domínguez       | Yuliya Zarudneva     | Milcah Chemos Cheywa  |
| Daegu 2011    | Habiba Ghribi         | Milcah Chemos Cheywa | Mercy Njoroge         |
| Moscú 2013    | Milcah Chemos Cheywa  | Lydiah Chepkurui     | Sofia Assefa          |
| Pekín 2015    | Hyvin Kiyeng Jepkemoi | Habiba Ghribi        | Gesa Felicitas Krause |
| Londres 2017  | Emma Coburn           | Courtney Frerichs    | Hyvin Kiyeng Jepkemoi |
| Doha 2019     | Beatrice Chepkoech    | Emma Coburn          | Gesa Felicitas Krause |
| Oregón 2022   | Norah Jeruto          | Werkuha Getachew     | Mekides Abebe         |
| Budapest 2023 | Winfred Yavi          | Beatrice Chepkoech   | Faith Cherotich       |

## Mejores tiempos por temporada
| Año  | Tiempo  | Atleta                 | Lugar          |
| ---- | ------- | ---------------------- | -------------- |
| 1968 | 8:24.2  | Jouko Kuha             | Estocolmo      |
| 1969 | 8:22.2  | Vladimiras Dudinas     | Kiev           |
| 1970 | 8:21.98 | Kerry O'Brien          | Berlín         |
| 1971 | 8:24.0  | Kerry O'Brien          | Adelaide       |
| 1972 | 8:20.8  | Anders Gärderud        | Helsinki       |
| 1973 | 8:13.91 | Ben Jipcho             | Helsinki       |
| 1974 | 8:14.2  | Anders Gärderud        | Estocolmo      |
| 1975 | 8:09.70 | Anders Gärderud        | Stockholm      |
| 1976 | 8:08.02 | Anders Gärderud        | Montreal       |
| 1977 | 8:14.05 | Michael Karst          | Estocolmo      |
| 1978 | 8:05.4  | Henry Rono             | Seattle        |
| 1979 | 8:17.92 | Henry Rono             | Champaign      |
| 1980 | 8:09.70 | Bronisław Malinowski   | Moscú          |
| 1981 | 8:12.32 | Mariano Scartezzini    | Zagreb         |
| 1982 | 8:16.17 | Henry Marsh            | Coblenza       |
| 1983 | 8:12.37 | Henry Marsh            | Berlín         |
| 1984 | 8:07.62 | Joseph Mahmoud         | Bruselas       |
| 1985 | 8:09.17 | Henry Marsh            | Coblenza       |
| 1986 | 8:10.01 | William Van Dijck      | Bruselas       |
| 1987 | 8:08.57 | Francesco Panetta      | Roma           |
| 1988 | 8:05.51 | Julius Kariuki         | Seúl           |
| 1989 | 8:05.35 | Peter Koech            | Estocolmo      |
| 1990 | 8:10.95 | Peter Koech            | Hengelo        |
| 1991 | 8:06.46 | Moses Kiptanui         | Bruselas       |
| 1992 | 8:02.08 | Moses Kiptanui         | Zürich         |
| 1993 | 8:06.36 | Moses Kiptanui         | Stuttgart      |
| 1994 | 8:08.80 | Moses Kiptanui         | Zürich         |
| 1995 | 7:59.18 | Moses Kiptanui         | Zürich         |
| 1996 | 8:05.68 | John Kosgei            | Milán          |
| 1997 | 7:55.72 | Bernard Barmasai       | Cologne        |
| 1998 | 8:00.67 | Bernard Barmasai       | Mónaco         |
| 1999 | 7:58.98 | Bernard Barmasai       | Mónaco         |
| 2000 | 8:02.76 | Bernard Barmasai       | Mónaco         |
| 2001 | 7:55.28 | Brahim Boulami         | Bruselas       |
| 2002 | 7:58.09 | Brahim Boulami         | Mónaco         |
| 2003 | 7:57.38 | Saif Saeed Shaheen     | Mónaco         |
| 2004 | 7:53.63 | Saif Saeed Shaheen     | Bruselas       |
| 2005 | 7:55.51 | Saif Saeed Shaheen     | Bruselas       |
| 2006 | 7:56.32 | Saif Saeed Shaheen     | Atenas         |
| 2007 | 7:58.80 | Paul Kipsiele Koech    | Bruselas       |
| 2008 | 8:00.57 | Paul Kipsiele Koech    | Heusden-Zolder |
| 2009 | 7:58.85 | Ezekiel Kemboi         | Doha           |
| 2010 | 8:00.90 | Brimin Kipruto         | Bruselas       |
| 2011 | 7:53.64 | Brimin Kipruto         | Mónaco         |
| 2012 | 7:54.31 | Paul Kipsiele Koech    | Roma           |
| 2013 | 7:59.03 | Ezekiel Kemboi         | París          |
| 2014 | 7:58.41 | Jairus Kipchoge Birech | Bruselas       |
| 2015 | 7:58.83 | Jairus Kipchoge Birech | Saint-Denis    |
| 2016 | 8:00.12 | Conseslus Kipruto      | Birmingham     |
| 2017 | 8:01.29 | Evan Jager             | Mónaco         |
| 2018 | 7:58.15 | Sufian El Bakkali      | Mónaco         |
| 2019 | 8:04.82 | Soufiane El Bakkali    | Mónaco         |
| 2020 | 8:08.04 | Soufiane El Bakkali    | Mónaco         |
| 2021 | 8:08.54 | Soufiane El Bakkali    | Florencia      |

| Año  | Tiempo   | Atleta                | Lugar        |
| ---- | -------- | --------------------- | ------------ |
| 1996 | 10:23.47 | Courtney Meldrum      | Atlanta      |
| 1997 | 10:30.90 | Melissa Teemant       | Indianápolis |
| 1998 | 9:55.28  | Daniela Petrescu      | Bucarest     |
| 1999 | 9:48.88  | Yelena Motalova       | Tula         |
| 2000 | 9:48.88  | Cristina Casandra     | Reims        |
| 2001 | 9:44.36  | Justyna Bak           | Poznań       |
| 2002 | 9:16.51  | Alesya Turova         | Gdánsk       |
| 2003 | 9:08.33  | Gulnara Samitova      | Tula         |
| 2004 | 9:01.59  | Gulnara Samitova      | Iraklion     |
| 2005 | 9:15.04  | Dorcus Inzikuru       | Atenas       |
| 2006 | 9:17.15  | Violetta Janovska     | Atenas       |
| 2007 | 9:06.57  | Yekaterina Volkova    | Osaka        |
| 2008 | 8:58.81  | Gulnara Samitova      | Beijing      |
| 2009 | 9:12.50  | Jennifer Simpson      | Berlín       |
| 2010 | 9:11.71  | Milcah Chemos Cheywa  | Roma         |
| 2011 | 9:07.03  | Yuliya Zaripova       | Daegu        |
| 2012 | 9:05.02  | Yuliya Zaripova       | Estocolmo    |
| 2013 | 9:11.65  | Milcah Chemos Cheywa  | Moscú        |
| 2014 | 9:10.64  | Hiwot Ayalew          | Glasgow      |
| 2015 | 9:05.36  | Habiba Ghribi         | Bruselas     |
| 2016 | 8:52.78  | Ruth Jebet            | París        |
| 2017 | 8:55.29  | Ruth Jebet            | Zúrich       |
| 2018 | 8:44.32  | Beatrice Chepkoech    | Mónaco       |
| 2019 | 8:55.58  | Beatrice Chepkoech    | Palo Alto    |
| 2020 | 9:06.14  | Hyvin Kiyeng Jepkemoi | Berlín       |
| 2021 | 9:00.67  | Norah Jeruto          | Doha         |